# Венгрия на летних Олимпийских играх 1992
На Летних Олимпийских играх 1992 года Венгрию представляло 217 спортсменов (159 мужчин, 58 женщин), выступивших в 23 видах спорта. Они завоевали 11 золотых, 12 серебряных и 7 бронзовых медалей, что вывело венгерскую сборную на 8-е место в неофициальном командном зачёте.

## Медалисты
| Медаль  | Спортсмен                                                              | Вид спорта                  | Дисциплина                           |
| ------- | ---------------------------------------------------------------------- | --------------------------- | ------------------------------------ |
| Золото  | Кинга Цигань Эва Донус Рита Кёбан Эрика Месарош                        | Гребля на байдарках и каноэ | Женщины, байдарка-четвёрка, 500 м    |
| Золото  | Бенце Сабо                                                             | Фехтование                  | Мужчины, сабля, личное первенство    |
| Золото  | Хенриетта Оноди                                                        | Спортивная гимнастика       | Женщины, опорный прыжок              |
| Золото  | Анталь Ковач                                                           | Дзюдо                       | Мужчины, до 95 кг                    |
| Золото  | Тамаш Дарньи                                                           | Плавание                    | Мужчины, 200 м комплексным плаванием |
| Золото  | Тамаш Дарньи                                                           | Плавание                    | Мужчины, 400 м комплексным плаванием |
| Золото  | Кристина Эгерсеги                                                      | Плавание                    | Женщины, 100 м на спине              |
| Золото  | Кристина Эгерсеги                                                      | Плавание                    | Женщины, 200 м на спине              |
| Золото  | Кристина Эгерсеги                                                      | Плавание                    | Женщины, 400 м комплексным плаванием |
| Золото  | Аттила Репка                                                           | Греко-римская борьба        | Мужчины, до 68 кг                    |
| Золото  | Петер Фаркаш                                                           | Греко-римская борьба        | Мужчины, до 82 кг                    |
| Серебро | Жолт Дьюлаи                                                            | Гребля на байдарках и каноэ | Мужчины, байдарка-одиночка, 500 м    |
| Серебро | Аттила Абрахам Ференц Чипеш Ласло Фидель Жолт Дьюлаи                   | Гребля на байдарках и каноэ | Мужчины, байдарка-четвёрка, 1000 м   |
| Серебро | Рита Кёбан                                                             | Гребля на байдарках и каноэ | Женщины, байдарка-одиночка, 500 м    |
| Серебро | Ференц Хегедюш Эрнё Кольчонаи Иван Ковач Кристиан Кульчар Габор Тотола | Фехтование                  | Мужчины, шпага, командное первенство |
| Серебро | Петер Абаи Имре Буйдошо Чаба Кёвеш Дьёрдь Небальд Бенце Сабо           | Фехтование                  | Мужчины, сабля, командное первенство |
| Серебро | Хенриетта Оноди                                                        | Спортивная гимнастика       | Женщины, вольные упражнения          |
| Серебро | Йожеф Чак                                                              | Дзюдо                       | Мужчины, до 65 кг                    |
| Серебро | Берталан Хайтош                                                        | Дзюдо                       | Мужчины, до 71 кг                    |
| Серебро | Аттила Мижер                                                           | Современное пятиборье       | Мужчины, личное первенство           |
| Серебро | Норберт Рожа                                                           | Плавание                    | Мужчины, 100 м брассом               |
| Серебро | Норберт Рожа                                                           | Плавание                    | Мужчины, 200 м брассом               |
| Серебро | Тюнде Сабо                                                             | Плавание                    | Женщины, 100 м на спине              |
| Бронза  | Иштван Ковач                                                           | Бокс                        | Мужчины, до 51 кг                    |
| Бронза  | Дьёрдь Мижеи                                                           | Бокс                        | Мужчины, до 71 кг                    |
| Бронза  | Золтан, Береш                                                          | Бокс                        | Мужчины, до 81 кг                    |
| Бронза  | Дьёрдь Зала                                                            | Гребля на байдарках и каноэ | Мужчины, каноэ-одиночка, 1000 м      |
| Бронза  | Эва Донус Рита Кёбан                                                   | Гребля на байдарках и каноэ | Женщины, байдарка-двойка, 500 м      |
| Бронза  | Имре Чос                                                               | Дзюдо                       | Мужчины, свыше 95 кг                 |
| Бронза  | Аттила Цене                                                            | Плавание                    | Мужчины, 200 м комплексным плаванием |

## Результаты соревнований

### Академическая гребля
В следующий раунд из каждого заезда проходили несколько лучших экипажей (в зависимости от дисциплины). В финал A выходили 6 сильнейших экипажей, остальные разыгрывали места в утешительных финалах B-D.
Мужчины
| Соревнование | Спортсмены                 | Предварительный заезд | Предварительный заезд | Предварительный заезд | Отборочный заезд | Отборочный заезд | Отборочный заезд | Полуфинал      | Полуфинал      | Полуфинал      | Финал   | Финал   | Итоговое место |
| Соревнование | Спортсмены                 | Заезд                 | Время                 | Место                 | Заезд            | Время            | Место            | Заезд          | Время          | Место          | Время   | Место   | Итоговое место |
| ------------ | -------------------------- | --------------------- | --------------------- | --------------------- | ---------------- | ---------------- | ---------------- | -------------- | -------------- | -------------- | ------- | ------- | -------------- |
| одиночки     | Габор Митринг              | 1                     | 7:11,93               | 3                     | 3                | 7:22,13          | 4                | Полуфинал C/D  | Полуфинал C/D  | Полуфинал C/D  | Финал C | Финал C | 15             |
| одиночки     | Габор Митринг              | 1                     | 7:11,93               | 3                     | 3                | 7:22,13          | 4                | 2              | 7:05,04        | 2 QC           | 7:12,65 | 3       | 15             |
| двойки       | Хенрик Шнайдер Имре Мадьяр | 3                     | 6:53,82               | 5                     | 3                | 6:53,44          | 3 QC             | не участвовали | не участвовали | не участвовали | Финал C | Финал C | 16             |
| двойки       | Хенрик Шнайдер Имре Мадьяр | 3                     | 6:53,82               | 5                     | 3                | 6:53,44          | 3 QC             | не участвовали | не участвовали | не участвовали | 6:51,20 | 4       | 16             |